# Feodora Schenk
Feodora Hedwig Luise Victoria Alexandra Marie Schenk, nata Feodora Hedwig Luise Victoria Alexandra Marie zu Solms, contessa di Solms-Baruth (Baruth, 5 aprile 1920 – Vienna, 23 marzo 2006), è stata una nobile e altista tedesca naturalizzata austriaca.

## Biografia
Nata da famiglia nobile in Germania (il padre era il principe Friedrich III di Solms-Baruth e la madre la principessa Adelheid del casato Schleswig-Holstein-Sonderburg-Glücksburg), sposò il medico austriaco Gert Schenk dal quale ottenne il cognome e, con il matrimonio, la cittadinanza austriaca.
Nel 1938, a causa dell'Anschluss, gareggiò ai campionati europei di atletica leggera di Vienna (all'epoca sotto il dominio della Germania nazista) vestendo la maglia tedesca: conquistò la medaglia di bronzo nel salto in alto con la misura di 1,64 m.
Nel 1939 conquistò il titolo di campionessa tedesca del salto in alto al quale si aggiunsero altre tre medaglie d'argento ai campionati tedeschi nel 1940, 1941 e 1942 (più una nel 1938). Dopo la seconda guerra mondiale Schenk tornò a competere per l'Austria e nel 1948, 1951 e 1952 conquistò tre volte il titolo di campionessa austriaca del salto in alto.
Nel 1952 prese parte ai Giochi olimpici di Helsinki, classificandosi sesta nel salto in alto.
Il marito Gert Schenk morì nel 1957 e nel 1961 Feodora sposò Carlo Adolfo, decimo principe di Auersperg.

## Palmarès
| Anno | Manifestazione  | Sede     | Evento        | Risultato | Prestazione | Note |
| ---- | --------------- | -------- | ------------- | --------- | ----------- | ---- |
| 1938 | Europei         | Vienna   | Salto in alto | Bronzo    | 1,64 m      |      |
| 1952 | Giochi olimpici | Helsinki | Salto in alto | 6ª        | 1,58 m      |      |

## Campionati nazionali
- 1 volta campionessa tedesca assoluta del salto in alto (1939)
- 3 volte campionessa austriaca assoluta del salto in alto (1948, 1951, 1952)

## Ascendenza
|                                                                     |                                                            |                                                                    | Genitori                                                            |  |  | Nonni |  |  | Bisnonni                                         |  |  | Trisnonni                                     |  |
|                                                                     |                                                            |                                                                    |                                                                     |  |  |       |  |  | 8. Friedrich Hermann Carl Adolph zu Solms-Baruth |  |  | 16. Friedrich Heinrich Ludwig zu Solms-Baruth |  |
|                                                                     |                                                            |                                                                    |                                                                     |  |  |       |  |  | 8. Friedrich Hermann Carl Adolph zu Solms-Baruth |  |  | 16. Friedrich Heinrich Ludwig zu Solms-Baruth |  |
|                                                                     |                                                            | 17. Bertha zu Solms-Baruth                                         |                                                                     |  |  |       |  |  | 8. Friedrich Hermann Carl Adolph zu Solms-Baruth |  |  |                                               |  |
| 4. Friedrich Hermann Johann Georg zu Solms-Baruth                   |                                                            |                                                                    |                                                                     |  |  |       |  |  | 8. Friedrich Hermann Carl Adolph zu Solms-Baruth |  |  |                                               |  |
|                                                                     |                                                            | 9. Rosalie Teleki de Szék                                          | 18. Ferenc Teleki de Szék                                           |  |  |       |  |  |                                                  |  |  |                                               |  |
|                                                                     |                                                            | 9. Rosalie Teleki de Szék                                          | 18. Ferenc Teleki de Szék                                           |  |  |       |  |  |                                                  |  |  |                                               |  |
|                                                                     |                                                            | 9. Rosalie Teleki de Szék                                          | 19. Erzsébet Bánffy de Losoncz                                      |  |  |       |  |  |                                                  |  |  |                                               |  |
| 2. Friedrich Hermann Heinrich Christian Hans zu Solms-Baruth        |                                                            | 9. Rosalie Teleki de Szék                                          |                                                                     |  |  |       |  |  |                                                  |  |  |                                               |  |
|                                                                     |                                                            | 10. Hans Heinrich XI von Hochberg                                  | 20. Hans Heinrich X von Hochberg                                    |  |  |       |  |  |                                                  |  |  |                                               |  |
|                                                                     |                                                            | 10. Hans Heinrich XI von Hochberg                                  | 20. Hans Heinrich X von Hochberg                                    |  |  |       |  |  |                                                  |  |  |                                               |  |
|                                                                     |                                                            | 10. Hans Heinrich XI von Hochberg                                  | 21. Ida von Stechow                                                 |  |  |       |  |  |                                                  |  |  |                                               |  |
| 5. Ida Louise von Hochberg                                          |                                                            | 10. Hans Heinrich XI von Hochberg                                  |                                                                     |  |  |       |  |  |                                                  |  |  |                                               |  |
|                                                                     |                                                            | 11. Maria von Kleist                                               | 22. Eduard Heinrich Werner von Kleist                               |  |  |       |  |  |                                                  |  |  |                                               |  |
|                                                                     |                                                            | 11. Maria von Kleist                                               | 22. Eduard Heinrich Werner von Kleist                               |  |  |       |  |  |                                                  |  |  |                                               |  |
|                                                                     |                                                            | 11. Maria von Kleist                                               | 23. Luise von Hochberg                                              |  |  |       |  |  |                                                  |  |  |                                               |  |
| 1. Feodora Schenk                                                   |                                                            | 11. Maria von Kleist                                               |                                                                     |  |  |       |  |  |                                                  |  |  |                                               |  |
|                                                                     | 12. Friedrich von Schleswig-Holstein-Sonderburg-Glücksburg | 24. Friedrich Wilhelm von Schleswig-Holstein-Sonderburg-Glücksburg |                                                                     |  |  |       |  |  |                                                  |  |  |                                               |  |
|                                                                     | 12. Friedrich von Schleswig-Holstein-Sonderburg-Glücksburg | 24. Friedrich Wilhelm von Schleswig-Holstein-Sonderburg-Glücksburg |                                                                     |  |  |       |  |  |                                                  |  |  |                                               |  |
|                                                                     | 12. Friedrich von Schleswig-Holstein-Sonderburg-Glücksburg | 25. Luise Karoline von Hessen-Kassel                               |                                                                     |  |  |       |  |  |                                                  |  |  |                                               |  |
| 6. Friedrich Ferdinand von Schleswig-Holstein-Sonderburg-Glücksburg | 12. Friedrich von Schleswig-Holstein-Sonderburg-Glücksburg |                                                                    |                                                                     |  |  |       |  |  |                                                  |  |  |                                               |  |
|                                                                     |                                                            | 13. Adelheid Christine zu Schaumburg-Lippe                         | 26. Georg Wilhelm zu Schaumburg-Lippe                               |  |  |       |  |  |                                                  |  |  |                                               |  |
|                                                                     |                                                            | 13. Adelheid Christine zu Schaumburg-Lippe                         | 26. Georg Wilhelm zu Schaumburg-Lippe                               |  |  |       |  |  |                                                  |  |  |                                               |  |
|                                                                     |                                                            | 13. Adelheid Christine zu Schaumburg-Lippe                         | 27. Ida Caroline Luise zu Waldeck und Pyrmont                       |  |  |       |  |  |                                                  |  |  |                                               |  |
| 3. Adelheid von Schleswig-Holstein-Sonderburg-Glücksburg            |                                                            | 13. Adelheid Christine zu Schaumburg-Lippe                         |                                                                     |  |  |       |  |  |                                                  |  |  |                                               |  |
|                                                                     |                                                            | 14. Friedrich VIII von Schleswig-Holstein-Sonderburg-Augustenburg  | 28. Christian August von Schleswig-Holstein-Sonderburg-Augustenburg |  |  |       |  |  |                                                  |  |  |                                               |  |
|                                                                     |                                                            | 14. Friedrich VIII von Schleswig-Holstein-Sonderburg-Augustenburg  | 28. Christian August von Schleswig-Holstein-Sonderburg-Augustenburg |  |  |       |  |  |                                                  |  |  |                                               |  |
|                                                                     |                                                            | 14. Friedrich VIII von Schleswig-Holstein-Sonderburg-Augustenburg  | 29. Louise Danneskiold-Samsøe                                       |  |  |       |  |  |                                                  |  |  |                                               |  |
| 7. Karoline Mathilde von Schleswig-Holstein-Sonderburg-Augustenburg |                                                            | 14. Friedrich VIII von Schleswig-Holstein-Sonderburg-Augustenburg  |                                                                     |  |  |       |  |  |                                                  |  |  |                                               |  |
|                                                                     |                                                            | 15. Adelheid zu Hohenlohe-Langenburg                               | 30. Ernst I zu Hohenlohe-Langenburg                                 |  |  |       |  |  |                                                  |  |  |                                               |  |
|                                                                     |                                                            | 15. Adelheid zu Hohenlohe-Langenburg                               | 30. Ernst I zu Hohenlohe-Langenburg                                 |  |  |       |  |  |                                                  |  |  |                                               |  |
|                                                                     |                                                            | 15. Adelheid zu Hohenlohe-Langenburg                               | 31. Feodora zu Leiningen                                            |  |  |       |  |  |                                                  |  |  |                                               |  |
|                                                                     |                                                            | 15. Adelheid zu Hohenlohe-Langenburg                               |                                                                     |  |  |       |  |  |                                                  |  |  |                                               |  |